# A Yu-Gi-Oh! GX szereplőinek listája
Ez a szócikk a Yu-Gi-Oh! GX című anime sorozat szereplőinek felsorolását tartalmazza.

## Főszereplők
- Jaden Yuki (japán neve 遊城 十代 Yūki Jūdai)

?
Hangok: KENN (japán), Matthew Charles (angol), Szvetlov Balázs (magyar)
- Syrus Truesdale (japán neve 丸藤 翔 Marufuji Shō)

Hangok: Masami Suzuki (japán), Wayne Grayson (angol), Hamvas Dániel (magyar)
- Chumley Huffington (japán neve 前田 隼人 Maeda Hayato)

?
Hangok: Takehiro Hasu (japán), Ted Lewis (2-50), Tom Wayland (85) (angol), Posta Victor (magyar)
- Bastion Misawa (japán neve 三沢 大地 Misawa Daichi)

?
Hangok: Yūki Masuda (japán), Eric Stuart (angol),  Baráth István(magyar)
- Chazz Princeton (japán neve 万丈目 準 Manjōme Jun)

?
Hangok: Taiki Matsuno (japán), Tony Salerno (1-89), Marc Thompson (90) (angol), Seszták Szabolcs (magyar)
- Alexis Rhodes (japán neve 天上院 明日香 Tenjōin Asuka)

?
Hangok: Sanae Kobayashi (japán), Priscilla Everett, Emlyn Morinelli McFarland (angol), Solecki Janka (magyar)
- Zane Truesdale (japán neve 丸藤 亮 Marufuji Ryō)

?
Hangok: Takeshi Maeda (japán), Scottie Ray (angol), Kossuth Gábor, Dolmány Attila (magyar)
- Blair Flannigan (japán neve 早乙女 レイ Saotome Rei)

?
Hangok: Eri Sendai (japán), Lisa Ortiz (angol), ? (magyar)
- Tyranno Hassleberry (japán neve ティラノ剣山)

?
Hangok: Hiroshi Shimozaki (japán), David Wills (angol), Előd Álmos (magyar)